# エゾノシシウド
エゾノシシウド（蝦夷の猪独活、学名: Coelopleurum gmelinii）は、セリ科エゾノシシウド属の多年草。別名、エゾノハマウド。

## 特徴
茎は直立して高さ1-1.5m、中空で、上部は枝を分け、上部の節の下に短い毛が生える。葉は1-2回羽状複葉で、小葉は質が厚く照りがあり、卵形、広卵形または円形で、長さ3-10cm、先は鋭頭または鋭尖頭、縁は重鋸歯となり、基部はふつうくさび形となり、ときに頂小葉は3中裂または深裂する。葉の裏面の葉脈に毛があり、ザラつく。葉柄の基部は袋状になってふくらむ。
花期は7-8月。茎先に径7cmほどの複散形花序をつけ、白色の小型の5弁の花を多数、密につける。花序の下の総苞片は無いか少数あり、小花序の下の小総苞片は常にあり広線形となる。花柄は30-50個あり、長さ1.5-3cmになり、小花柄は30個ほどあり、長さは約6mmで小総苞片と同じ長さになる。果実は長楕円形で、長さ6-8mmになり、分果の背面に5脈あり、コルク質になって太い。分果の油管は細く多数あり、種子の周りを取り囲む。

## 分布と生育環境
日本では、本州の東北地方（主に青森県）、北海道に分布し、主に海岸や山地の草地に生育する。世界では、千島列島、樺太、ウスリー、アムール、オホーツク、カムチャツカ半島、アラスカに分布する。

## 名前の由来
和名エゾノシシウドは、「蝦夷の猪独活」の意で、「猪独活」とは、同科シシウド属のシシウドのことで、ウコギ科のウドに似ているが大型で強剛なのでイノシシが食いそうなので「シシウド」となり、「蝦夷の猪独活」とは、そのシシウドに似て、北海道に産することによる。
種小名 gmelinii は、ドイツの植物学者、分類学者のグメリン（K.C.Gmelin）への献名である。

## ギャラリー
- 白色の小さな花を大型の複散形状に密につける。
- 花序の下に総苞片があり、小花序の下の小総苞もある。
- 葉は1-2回羽状複葉で、小葉は質が厚く照りがある。